# Брозголь Микола Ізраїльович
Брозголь Микола Ізраїльович (нар. 11 серпня 1912 — 8 квітня 1974) — радянський військовик, учасник Другої світової війни. Герой Радянського Союзу (1944).

## Життєпис
Народився 11 серпня 1912 року в селі Затишне (нині Волноваський район Донецької області України). Єврей. Закінчив механічний технікум. Працював майстром механічного цеху на заводі в Ленінграді.
Призваний в Червону Армію в 1932 році. У 1936 закінчив військове училище імені ВЦВК РРФСР. У 1940 закінчив курси удосконалення офіцерського складу.
На фронті з червня 1941 року. 24-та окрема артилерійська бригада (38-а армія, 1-й Український фронт), якою командував гвардії полковник М. І. Брозголь у вересні-жовтні 1943 року брала участь у форсуванні Дніпра і захопленні плацдарму в районі міста Переяслава, на початку листопада брав участь у визволенні Києва.
Звання Героя Радянського Союзу присвоєно 16 травня 1944.
У 1947 закінчив вищу офіцерську артилерійську школу. З 1956 року полковник запасу. Проживав і працював у Ленінграді.
Помер 8 квітня 1974.

## Нагороди
- орден Леніна
- 4 Бойового Червоного Прапора
- орден Богдана Хмельницького другого ступеня
- орден Вітчизняної Війни II ступеня
- 2 ордена Червоної Зірки
- медалі